# ناين ميوسيس أي
ناين ميسويس أي (هانغل: 나인 뮤지 스 A ؛ بالإنجليزية: NINE MUSES A) أو تُكتب (9MUSES A) كانت أول فرقة فرعية لفرقة الفتيات الكورية الجنوبية ناين ميوسز، الفرقة الفرعية شكلتها وكالة ستار إمباير إنترتينمنت في عام 2016. وتتألف الفرقة الفرعية من أربعة أعضاء: غيونغ ري وهايمي وسوجين وكومجو. أصدرت الفرقة ألبومها الأول Muses Diary في 4 أغسطس 2016.

## التاريخ

### 2016: الظهور لأول مرة معMuses Diary
بعد مغادرة عضوتين من ناين ميوسز في يونيو 2016، أعلنت وكالة Star Empire أن الفرقة ستقوم بعودة صيفية ترويجيو وحدة دون الكشف عن مزيد من التفاصيل. في أوائل شهر يوليو، أُعلن رسميًا أن الفرقة الفرعية ستتكون من أربعة أعضاء، وكشف العضوة غيونغ ري كأول عضوة رسمية في الفرقة الفرعية. أعلن ان ستظهر الفرقة الفرعية لأول مرة في أوائل أغسطس. في 21 يوليو، تم الكشف عن الموقع الكامل للعضوات في فرقة الفرعية: غيونغ ري (مركز الفرقة)، هايمي (قائدة الفرقة)، سوجين (رابر) وكومجو (الصوت الرئيسي للفرقة)، وكشفت أيضًا أن الأغنية "Lip 2 Lip" ستكون أغنيتهم الأولى. اسم (Nine Muses A) هو اسم مختصر لـ Nine Muses Amuse ، مما يعني أن الفرقة ستجعل الآخرين دائمًا سعديين ويتيح لهم قضاء وقت ممتع مع أدائهم.
أصدرت الفرقة ألبومهم الأول Muses Diary في 4 أغسطس 2016.